# مؤامرة غراف
مؤامرة غراف هي محاولة لاغتيال [الإنجليزية] ملك إسبانيا ألفونسو الثالث عشر، نفذته مجموعة كاتالونية مؤيدة للاستقلال في برشلونة في يونيو 1925.

## البداية
أعلن في 6 مايو عن رحلة للملك ألفونسو الثالث عشر إلى كاتالونيا، فقررت منظمة العلم الأسود (بالإسبانية: Bandera Negra)‏ السرية التابعة لحزب الدولة الكتالانية اغتيال العاهل الإسباني الذي أيد انهيار النظام الدستوري وإقامة ديكتاتورية الجنرال بريمو دي ريفيرا الذي قمع الكاتالونية وحظر استخدام لغتها. كان من المقرر أن تكون الزيارة يوم 26 من الشهر الجاري، فخططت منظمة بانديرا نيغرا في البداية أن تفجر قنبلة عند مرور القطار الملكي، وذلك بوضعها في نفق بالقرب من العاصمة الكاتالونية. وهو النفق الوحيد بين غراف وسيدجيس. جرت في 23 أول محاولة لوضع القنبلة، ولكنها كانت محاولة فاشلة، فبعد وصولهم إلى الموقع المختار وجدوا أنهم كانوا يفتقرون إلى الأدوات المناسبة لنقل الحصى من خط المسار ووضع عبوة ناسفة، ولذلك أخفيت القنبلة في الغطاء النباتي بالقرب من المسار للعودة إليها في اليوم التالي. لكنهم لم يتمكنوا من الوصول إلى غراف في اليوم التالي ففقدوا القطار في برشلونة مما تسبب بفشلها مرة أخرى، فقرروا تعديل الخطة حيث سيحاولون وضع العبوة الناسفة في إحدى فتحات التهوية بالنفق في اليوم التالي. ولكن عند وصلوهم غراف لوضع القنبلة، منعهم وجود أعداد كبيرة من الحرس المدني من تنفيذ مخططاتهم. فقرروا مهاجمة الملك في برشلونة عند مروره في شارع لارامبلا لحضور فعاليات صالة أوبرا ليسيو يوم 29. فقد اعتقد المتآمرون أنه بسبب الفوضى التي تعقب اغتيال الملك سيقوم الجيش بأعمال شديدة العنف ضد أهالي برشلونة، وهذا سيؤدي إلى تأثير رد فعل شعبي من شأنه أن يسمح لميليشيا حزب الدولة الكاتالانية بالاستيلاء على أهم المباني وإعلان الجمهورية الكاتالونية.
ولكن كانت تلك المحاولة الجديدة قد فشلت مرة أخرى. فلم يظهر خاومي خوليا (الذي عين لاغتيال الملك) في الوقت المحدد، فقد اكتشف والده الأمر ومنعه من المشاركة، وكان عمره انذاك 20 عاما. وبسبب ذلك عين بديلا لخاومي، فكان المتآمر مسلح بمسدس ويحمل قنبلة مموهة في باقة من الزهور، ولكنه فشل أيضا في تنفيذ العملية بسبب مراقبة الشرطة المشددة.
كان هناك مجال لنجاح الخطة بعد تلك المحاولات الفاشلة. حيث كان من الممكن استئناف الخطة الأولى وتنفجر القنبلة عندما يخرج الملك من برشلونة ويمر في نفق غراف. فجاء 4 من أعضاء العلم الأسود ومعهما 2 من مليشيا أخرى يوم 6 يونيو إلى غراف ليستطلعوا الأمر. ومع ذلك فقد كان من بينهم مخبر للشرطة، حيث انتظرتهم الشرطة في المحطة. فألقي القبض عليهم جميعا.

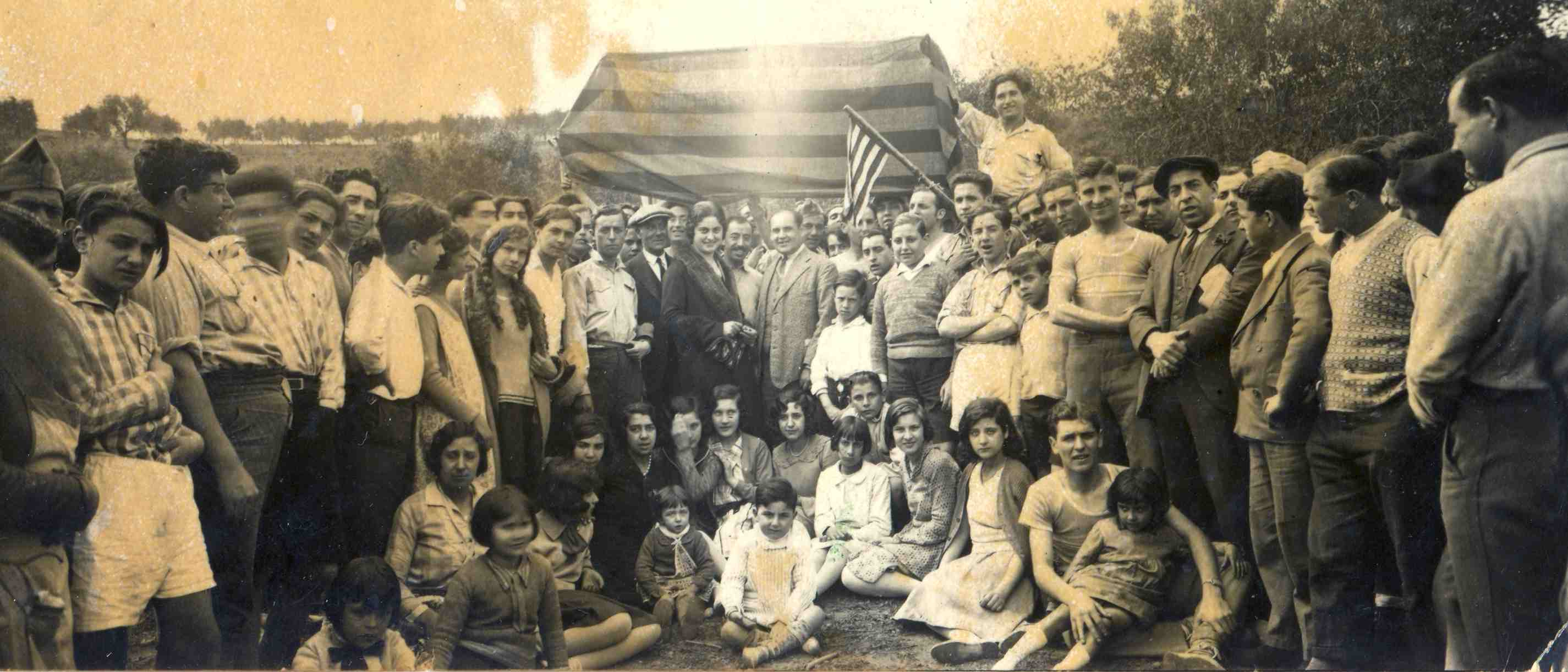
أحد الأحداث الاحتفالية بعد الإفراج عن مارسيلينو بيريلو أحد المتآمرين في 1 أبريل 1930. يظهر بيريلو نفسه في وسط الصورة إلى جانب خطيبته.

اتهمت الشرطة حزب دولة كتالونيا بالوقوف وراء المؤامرة، وبدأت الحكومة الديكتاتورية بقمع الكاتالونيين، واعتقلت العديد من الأعضاء ليس فقط من حزب دولة كتالونيا ولكن أيضا من العمل الكاتالاني والاتحاد الكاتالاني.
في يوليو 1925 اتهم المشاركين بالمؤامرة وتعرضوا للاعتقال، وقد أطلق سراح ثلاثة منهم بكفالة ولكنهم هربوا. ثم انتقلت المحاكمة من القضاء إلى يد الجيش الذين اتهموا بوجود مخالفات من عدم احترام الإجراء القانوني، وتعذيب المعتقلين والتناقضات في الروايات. وأخيراً حُكم شخص بالإعدام بواسطة كسارة الأعناق، وخففت أحكام بعضهم من الإعدام إلى السجن مدى الحياة. وحكم على 3 آخرين بالسجن 12 عاما. تم العفو عن جميع السجناء بعد سقوط ديكتاتورية بريمو دي ريفيرا سنة 1930.